# Alejandro Galvis Ramírez
Alejandro Galvis Ramírez (Bucaramanga, 1942-Floridablanca, 15 de enero de 2021) fue un empresario y periodista colombiano, reconocido por su asociación con los diarios Vanguardia, El Universal y La tarde, y por haber cofundado la agencia Colprensa y presidido la asociación Andiarios. también hizo parte de la promotora de inversiones ruitoque s.a. Promision.

## Biografía
Galvis Ramírez nació en Bucaramanga en 1942. Formado profesionalmente en la Universidad de Míchigan, en 1967 se convirtió en director del periódico Vanguardia Liberal, medio fundado por su padre, el político y Jefe Liberal Alejandro Galvis Galvis, en 1919. Posteriormente adquirió otros diarios en su país como La Tarde de Pereira (medio de comunicación que cofundó junto con César Gaviria Trujillo, presidente de la nación entre 1990 y 1994), el Nuevo Día de Ibagué y El Universal de Cartagena. Paralelamente se desempeñó como presidente de la Asociación Nacional de Diarios, Andiarios y se convirtió en uno de los fundadores de la Agencia Nacional de Noticias, Colprensa. Creó y dirigió además El Madrigal, una compañía de ganadería especializada en el desarrollo de razas bovinas.
Durante su trayectoria, como empresario obtuvo variedad de premios y reconocimientos, como la Orden al Mérito Industrial, la Cruz de Boyacá, la Orden al Mérito Ganadero y otros galardones otorgados por la Gobernación del Departamento de Santander y la Sociedad Interamericana de Prensa.

### Enfermedad y fallecimiento
El empresario contrajo COVID-19 en septiembre de 2020 y debió ser hospitalizado en una clínica de la ciudad de Floridablanca, Santander. La enfermedad deterioró su salud y originó su fallecimiento el 15 de enero de 2021. Tenía setenta y ocho años.